# 蘇格蘭浮動利率
蘇格蘭浮動利率由蘇格蘭政府設立，該政府有權把基本所得稅稅率調高或降低3%。
它只适用于苏格兰纳税人。
但蘇格蘭浮動利率从未实施，自2016年4月起被废除。